# Anders Jacobsen (calciatore)
Anders Jacobsen (Oslo, 18 aprile 1968) è un allenatore di calcio ed ex calciatore norvegese, di ruolo difensore.

## Carriera

### Giocatore

#### Club
Jacobsen vestì la maglia dell'Asker dal 1985 al 1988. In seguito, passò al Vålerengen, per cui debuttò nella 1. divisjon in data 30 aprile 1989: fu titolare nella sconfitta per 1-0 sul campo del Lillestrøm. Dal 1991 al 1994, militò nelle file del Lillestrøm. Passò poi un biennio allo Skeid (dal 1995 al 1996) e uno allo Start (dal 1997 al 1998).
Terminate queste esperienze, lasciò la Norvegia per andare a giocare in Inghilterra, accordandosi con lo Sheffield United. Fu poi in forza allo Stoke City e al Notts County. Nel 2001 ritornò in patria, per chiudere la carriera allo Skeid, nel 2003.

### Allenatore
Conclusa l'attività agonistica, diventò allenatore dello Strømsgodset nel 2005. Dal 2006 al 2007, ricoprì il medesimo incarico allo Skeid.